# Corynoptera elegans
Espèce
Corynoptera elegans est une espèce d'insectes diptères nématocères de la famille des Sciaridae.

## Répartition
Cette espèce se rencontre dans la Province de Buenos Aires (Argentine).[réf. nécessaire]

## Classification
Le nom valide complet (avec auteur) de ce taxon est Corynoptera elegans Bischoff de Alzuet (d) & Najt (d), 1973.

### Publication originale
- (es) Alcira D. Bischoff de Alzuet et Judith Najt, « Sobre algunos dípteros Sciaridae de la República Argentina », Physis. Sección C, Argentine, vol. 32, no 85,‎ 1973, p. 329–342.